# 高昌街道
高昌街道，是中华人民共和国新疆维吾尔自治区吐鲁番市高昌区下辖的一个乡镇级行政单位。

## 行政区划
高昌街道下辖以下地区：
幸福社区、绿洲社区、广汇社区、文化路社区、共建路社区、新站社区、友谊巷社区和西环路社区。